# ナッティ・ドミニク
ナッティ・ドミニク（Natty Dominique、1896年8月2日 - 1982年8月30日）は、アメリカ合衆国ルイジアナ州ニューオーリンズ生まれの、アメリカのジャズ・トランペット奏者であり、ジョニー・ドッズとの長年の仕事で最も有名である。